# جزيرة المنصورية
جزيرة المنصورية (بالإنجليزية: Mansourieh Island)‏ هي جزيرة تقع في البحر الأبيض المتوسط على بعد 220 م في عرض البحر من مدينة زيامة منصورية بولاية جيجل الواقعة شمال شرق الجزائر، تبلغ مساحة الجزيرة حوالي 6 هكتار. وتستغل الجزيرة الآن كرصيف لميناء المدينة.